# Gobierno de Pávlov
El Gobierno de Pávlov fue el gabinete de la Unión Soviética establecido en enero de 1991 con Valentín Pávlov como jefe de Gobierno, desempeñándose como primer ministro del Gabinete de Ministros. Finalizó en agosto de ese mismo año. Fue el primer gabinete de la URSS después de que el Consejo de Ministros fue reemplazado por el Gabinete de Ministros.
Durante este gobierno, los presidentes de los comités estatales tenían la condición de ministros. Los jefes de algunos órganos de gobierno centrales del antiguo Consejo de Ministros no fueron reelegidos como miembros del Gabinete de Ministros: el ministro de la Industria de Aviación, Apollon Systsov, el ministro de Relaciones Económicas Exteriores, Konstantín Katushev y Presidente del Comité Estatal de Educación Pública, Guennadi Yagodin.

## Composición[2]
| Ministro                                             | Titular                                        | Partido |
| ---------------------------------------------------- | ---------------------------------------------- | ------- |
| primer ministro                                      | Valentín Pávlov                                | PCUS    |
| Primer Vicepresidente                                | Vitali Doguzhiev                               | PCUS    |
| Primer Vicepresidente                                | Vladímir Velichko                              | PCUS    |
| Primer Vicepresidente                                | Vladímir Scherbakov (mayo-agosto 1991)         | PCUS    |
| Vicepresidentes                                      | Yuri Masliúkov                                 | PCUS    |
| Vicepresidentes                                      | Nikolái Laverov                                | PCUS    |
| Vicepresidentes                                      | Lev Riabev (febrero-agosto de 1991)            | PCUS    |
| Vicepresidentes                                      | Fiódor Senko (marzo-agosto de 1991)            | PCUS    |
| Vicepresidentes                                      | Vladímir Scherbakov (marzo-agosto de 1991)     | PCUS    |
| Vicepresidentes                                      | Bijodzhal Rakhimova (mayo-agosto de 1991)      | PCUS    |
| Agricultura y Alimentos                              | Viacheslav Chernoivanov (marzo-agosto de 1991) | PCUS    |
| Maquinaria Agrícola y Automovilística                | Nikolái Pugin (febrero-agosto de 1991)         | PCUS    |
| Industria de Aviación                                | Appolon Sistov (febrero-agosto de 1991)        | PCUS    |
| Aviación Civil                                       | Boris Paniúkov (febrero-agosto de 1991)        | PCUS    |
| Industria de Carbón                                  | Mijaíl Schadov (febrero-agosto de 1991)        | PCUS    |
| Comunicaciones                                       | Guennadi Kudriávtsev (marzo-agosto de 1991)    | PCUS    |
| Construcción de Industrias de Petróleo y Gas         | Vladímir Chirskov (febrero-agosto de 1991)     | PCUS    |
| Industria de Petróleo y Petroquímica                 | Salambek Jadzhiev (abril-agosto de 1991)       | PCUS    |
| Cultura                                              | Nikolái Gubenko (febrero-agosto de 1991)       | PCUS    |
| Defensa                                              | Dmitri Yázov (febrero-agosto de 1991)          | PCUS    |
| Economía y Previsión                                 | Vladímir Scherbakov (mayo-agosto de 1991)      | PCUS    |
| Recursos Materiales                                  | Stanislav Anísimov (julio-agosto de 1991)      | PCUS    |
| Industria Armamentística                             | Borís Beloúsov (febrero-agosto de 1991)        | PCUS    |
| Ingeniería Electrónica                               | Oleg Afimov (febrero-agosto de 1991)           | PCUS    |
| Industria Electrónica                                | Vladislav Kolesnikov (febrero-agosto de 1991)  | PCUS    |
| Protección Ambiental                                 | Nikolái Voronzov (marzo-agosto de 1991)        | PCUS    |
| Finanzas                                             | Vladímir Orlov (marzo-agosto de 1991)          | PCUS    |
| Información y Prensa                                 | Mijaíl Nenáshev (julio-agosto de 1991)         | PCUS    |
| Industria Pesquera                                   | Nikolái Kotliar (febrero-agosto de 1991)       | PCUS    |
| Asuntos Exteriores                                   | Aleksandr Bessmértnyj                          | PCUS    |
| Relaciones Económicas Exteriores                     | Konstantín Katushev (febrero-agosto de 1991)   | PCUS    |
| Industria Forestal                                   | Vladímir Mélnikov (febrero-agosto de 1991)     | PCUS    |
| Ingeniería General                                   | Oleg Shishkin (febrero-agosto de 1991)         | PCUS    |
| Geología                                             | Grigori Gabrieliants (febrero-agosto de 1991)  | PCUS    |
| Salud                                                | Igor Denísov (febrero-agosto de 1991)          | PCUS    |
| Instalaciones y Construcciones Especiales            | Aleksándr Mijalchenko (febrero-agosto de 1991) | PCUS    |
| Asuntos Internos                                     | Borís Pugo                                     | PCUS    |
| Justicia                                             | Serguéi Lúschikov (febrero-agosto de 1991)     | PCUS    |
| Industria de Construcción de Herramientas y Máquinas | Nikolái Panichev (febrero-agosto de 1991)      | PCUS    |
| Industria Médica y Microbiológica                    | Valeri Býkov (febrero-agosto de 1991)          | PCUS    |
| Marina Mercante                                      | Yuri Volmer (febrero-agosto de 1991)           | PCUS    |
| Metalurgia                                           | Oleg Soskovets (marzo-agosto de 1991)          | PCUS    |
| Industria de Energía Nuclear                         | Vitali Konovalov (febrero-agosto de 1991)      | PCUS    |
| Construcción de Industrias de Petróleo y Gas         | Leonid Filimónov (febrero-junio 1991)          | PCUS    |
| Construcción de Industrias de Petróleo y Gas         | Lev Churilov (junio-agosto 1991)               | PCUS    |
| Energía y Electrificación                            | Yuri Semiónov (febrero-agosto de 1991)         | PCUS    |
| Industria de Radio                                   | Vladímir Shimko (febrero-agosto de 1991)       | PCUS    |
| Ferrocarriles                                        | Nikolái Konariev (febrero-agosto de 1991)      | PCUS    |
| Construcción Naval                                   | Igor Koksanov (febrero-agosto de 1991)         | PCUS    |
| Comercio                                             | Konrat Terej (febrero-agosto de 1991)          | PCUS    |
| Construcción de Transportes                          | Vladímir Brézhnev (febrero-agosto de 1991)     | PCUS    |
| Trabajo y Asuntos Sociales                           | Valeri Paulman (marzo-agosto de 1991)          | PCUS    |
| Comité Estatal de Recursos Alimentarios              | Mijaíl Timoshishin (mayo-agosto de 1991)       | PCUS    |
| Comité Estatal de Silvicultura                       | Aleksándr Isáyev (mayo-agosto de 1991)         | PCUS    |
| Comité Estatal de Ingeniería Mecánica                | Guénrij Stróganov (abril-agosto de 1991)       | PCUS    |
| Comité Estatal de Educación Pública                  | vacante                                        | PCUS    |
| Comité Estatal de Estadística                        | Vadim Kirichenko (abril-agosto de 1991)        | PCUS    |
| Comité Estatal de Construcción e Inversión           | Valeri Serov (junio-agosto de 1991)            | PCUS    |
| Comité Estatal de Química y Biotecnología            | Vladímir Gúsev (junio-agosto de 1991)          | PCUS    |
| Comité de Seguridad del Estado                       | Vladímir Kriuchkov (febrero-agosto de 1991)    | PCUS    |
| Director Ejecutivo del Consejo de Ministros          | Igor Postiákov (marzo-agosto de 1991)          | PCUS    |